# Spark-NEXTEV TCR FormulaE 001
La Spark-NEXTEV TCR FormulaE 001 è una monoposto da competizione elettrica costruita dal NEXTEV TCR per partecipare al Campionato di Formula E 2015-2016.

## Vettura

### Meccanica
Questa monoposto è caratterizzata dal fatto di essere dotata di un doppio motore e una trasmissione a marcia singola. Tuttavia, tale soluzione causa una differenza di peso non indifferente dagli altri team.

### Livrea
La livrea delle vetture è caratterizzata dalla presenza di colori verde acqua e grigio, con il logo del team sulle fiancate e sull'alettone posteriore.

## Stagione
A causa dell'eccessivo peso la monoposto è poco competitiva e nelle prime gare accusa distacchi abbastanza consistenti dalla vetta rimanendo spesso costretta nelle ultime file dello schieramento. A partire dalla terza gara, però le cose migliorano e i piloti riescono ad issarsi a centro gruppo.

## Risultati
| Anno    | Squadra    | Gomme | No. | Piloti            | 1   | 2   | 3   | 4   | 5   | 6   | 7   | 8   | 9   | 10  | Punti | T.C. |
| ------- | ---------- | ----- | --- | ----------------- | --- | --- | --- | --- | --- | --- | --- | --- | --- | --- | ----- | ---- |
| 2015-16 | NEXTEV TCR | M     |     |                   | CHI | MAL | URU | ARG | MEX | USA | FRA | GER | GBR | GBR | 19    |      |
| 2015-16 | NEXTEV TCR | M     | 1   | Nelson Piquet Jr. | 15  | 8   | 15  | 12  | 13  | Rit | 16  | 13  | 14  | 9   | 19    |      |
| 2015-16 | NEXTEV TCR | M     | 88  | Oliver Turvey     | 6   | Rit | 13  | 9   | 11  | 12  | 13  | 12  | 15  | 10  | 19    |      |